# 1938 год в истории железнодорожного транспорта
1938 год в истории железнодорожного транспорта

## События
- 1 января — во Франции начата национализация железных дорог. Образована SNCF.

- 3 июля — LNER Class A4 4468 Mallard установил рекорд скорости для паровозов — 203 км/ч.
- В Монголии началось железнодорожное строительство[1].
- В СССР создана балластировочная машина конструкторами В. А. Алёшиным, Ф. Д. Барыкиным, П. Г. Белогорцевым, отмеченная первой премией Гран-При на Всемирной выставке в Париже[1].
- На изысканиях будущей трассы Байкало-Амурской магистрали применена аэрофотосъёмка[1].

## Новый подвижной состав
- Были выпущены первые электровозы ВЛ22.
- В конце года заводы Коломенский и «Динамо» построили первый советский электровоз переменного тока — ОР22.
- В СССР Ворошиловградский паровозостроительный завод выпустил опытный паровоз 2-3-2В.

## Персоны

### Скончались
- 6 декабря — Дэвид Уильям Харви (род. 1887) — канадский инженер и организатор транспортной системы.